# Listrognathus oculatus
Listrognathus oculatus là một loài tò vò trong họ Ichneumonidae.